# Tephritis angustipennis
Espèce
Synonymes
- Trypeta angustipennis Loew, 1857

La Mouche de l'Achillée sternutatoire, (Tephritis angustipennis) est un diptère de la famille Tephritidae et du genre Tephritis. Cette espèce est inféodée à l'Achillée sternutatoire (Achillea ptarmica). La larve se développe au sein des capitules. Les ailes de l'adulte ont des taches diffuses. Cette espèce suit la répartition de sa plante hôte, elle est holarctique à l'exception des régions soumises au climat méditerranéen ; elle peut être localement importante.

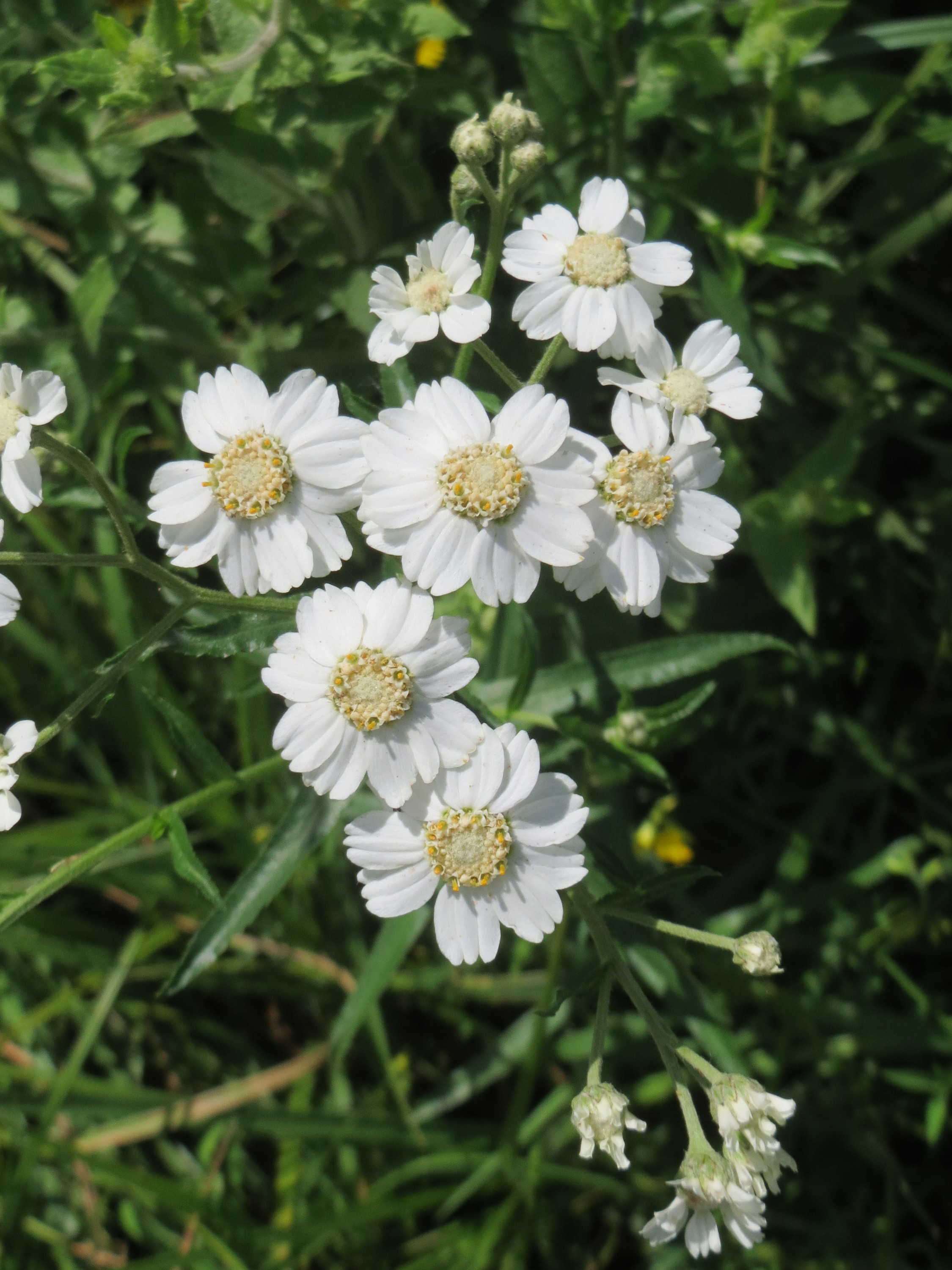
Achillée sternutatoire
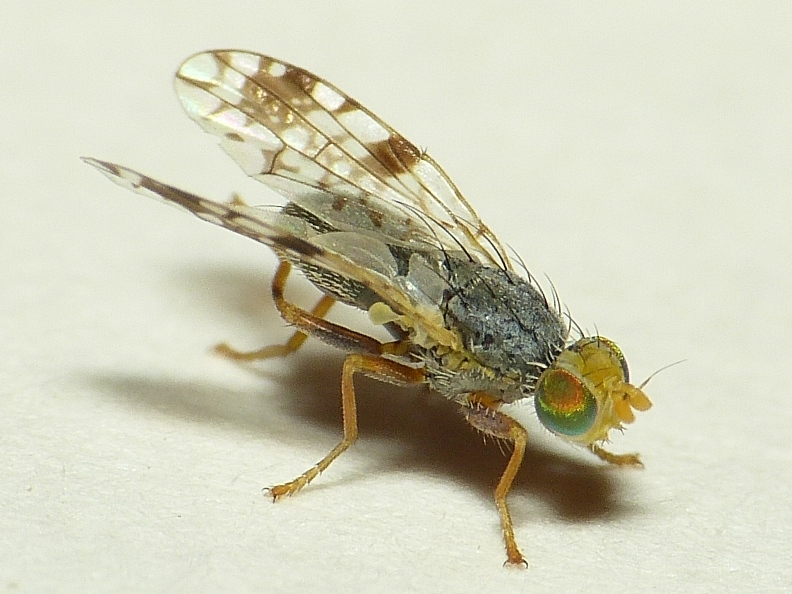
Tephritis angustipennis (Pays-bas)
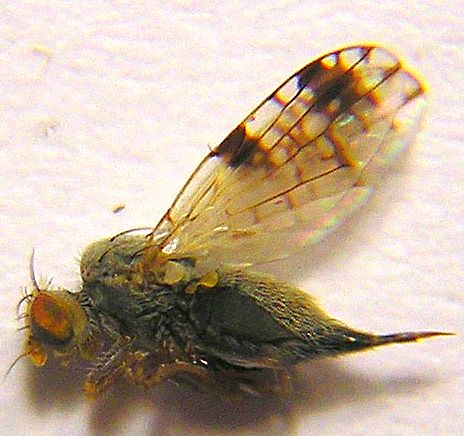
Tephritis angustipennis